# San Matteo e l'angelo (Reni)
San Matteo e l'angelo è un dipinto del pittore bolognese Guido Reni realizzato nel 1635-1640 e conservato nella Pinacoteca vaticana nella Città del Vaticano.

## Storia
Il dipinto era collocato per molto tempo nella chiesa di Santa Maria Immacolata a Roma fu attribuito a Lucio Massari dal 1955. Il dipinto è stato infine attribuito a Guido Reni nel 2010 grazie alla scoperta di un documento di riconoscimento allegato al retro di la tela, datato 1642.

## Descrizione
La scena raffigura l'evangelista Matteo il quale guarda e ascolta attentamente un angelo (simbolo dell'evangelista): gli detta il testo del Vangelo. Matteo scrive con una penna nel libro.